# Casphalia extranea
Casphalia extranea is een vlinder uit de familie slakrupsvlinders (Limacodidae). De wetenschappelijke naam van deze soort is voor het eerst geldig gepubliceerd in 1869 door Walker.
De soort komt voor in tropisch Afrika.